# AHL 1960/61
Die Saison 1960/61 war die 25. reguläre Saison der American Hockey League (AHL). Während der regulären Saison bestritten die sieben Teams der Liga jeweils 72 Spiele. Die vier besten Mannschaften der AHL spielten anschließend in einer Play-off-Runde um den Calder Cup.

## Reguläre Saison

### Abschlusstabellen
Abkürzungen: GP = Spiele, W = Siege, L = Niederlagen, T = Unentschieden, OTL = Niederlage nach Overtime, GF = Erzielte Tore, GA = Gegentore, Pts = Punkte

Erläuterungen: In Klammern befindet sich die Platzierung innerhalb der Conference;       = Playoff-Qualifikation,       = Division-Sieger,       = Conference-Sieger

#### Reguläre Saison
|                     | GP | W  | L  | T | GF  | GA  | Pts |
| ------------------- | -- | -- | -- | - | --- | --- | --- |
| Springfield Indians | 72 | 49 | 22 | 1 | 344 | 206 | 99  |
| Hershey Bears       | 72 | 36 | 32 | 4 | 218 | 210 | 76  |
| Cleveland Barons    | 72 | 36 | 35 | 1 | 231 | 234 | 73  |
| Buffalo Bisons      | 72 | 35 | 34 | 3 | 259 | 261 | 73  |
| Rochester Americans | 72 | 32 | 36 | 4 | 261 | 244 | 68  |
| As de Québec        | 72 | 30 | 39 | 3 | 217 | 267 | 63  |
| Providence Reds     | 72 | 26 | 46 | 0 | 225 | 333 | 52  |

### Beste Scorer
Abkürzungen: GP = Spiele, G = Tore, A = Assists, Pts = Punkte, +/- = Plus/Minus, PIM = Strafminuten; Fett: Saisonbestwert
| Spieler       | Team                | GP | G  | A  | Pts | PIM |
| ------------- | ------------------- | -- | -- | -- | --- | --- |
| Bill Sweeney  | Springfield Indians | 70 | 40 | 68 | 108 | 26  |
| Phil Maloney  | Buffalo Bisons      | 71 | 37 | 65 | 102 | 27  |
| Bruce Cline   | Springfield Indians | 72 | 40 | 52 | 92  | 13  |
| Brian Kilrea  | Springfield Indians | 70 | 20 | 67 | 87  | 47  |
| Bill McCreary | Springfield Indians | 72 | 33 | 54 | 87  | 26  |
| Larry Wilson  | Buffalo Bisons      | 72 | 30 | 54 | 84  | 62  |
| Jim Anderson  | Springfield Indians | 72 | 43 | 38 | 81  | 18  |
| Dick Gamble   | Buffalo Bisons      | 72 | 40 | 36 | 76  | 18  |
| Billy Dea     | Buffalo Bisons      | 72 | 35 | 39 | 74  | 10  |
| Hank Ciesla   | Rochester Americans | 70 | 30 | 44 | 74  | 23  |

## Calder-Cup-Playoffs

### Modus
Für die Play-offs qualifizierten sich die vier besten Mannschaften der American Hockey League. Im Halbfinale und Finale spielten diesen den Calder-Cup-Gewinner aus. Während die Halbfinal-Serie des Ersten gegen den Dritten der regulären Saison im Modus Best-of-Seven ausgetragen wurde, wurde die Serie des Zweiten gegen den Vierten im Modus Best-of-Five ausgetragen. Das Finale fand ebenfalls im Modus Best-of-Seven statt.

### Play-off-Übersicht
|  | Halbfinale | Halbfinale          | Halbfinale |  |  | Finale | Finale              | Finale |
|  |            |                     |            |  |  |        |                     |        |
|  |            |                     |            |  |  |        |                     |        |
|  | 1          | Springfield Indians | 4          |  |  |        |                     |        |
|  | 3          | Cleveland Barons    | 0          |  |  |        |                     |        |
|  |            |                     |            |  |  | 1      | Springfield Indians | 4      |
|  |            |                     |            |  |  | 2      | Hershey Bears       | 0      |
|  | 2          | Hershey Bears       | 3          |  |  |        |                     |        |
|  | 4          | Buffalo Bisons      | 1          |  |  |        |                     |        |
|  |            |                     |            |  |  |        |                     |        |

### Calder-Cup-Sieger
| Calder-Cup-Sieger Springfield Indians | Torhüter: Marcel Paille, George Wood Verteidiger: Ian Cushenan, Kent Douglas, Ted Harris, Noel Price Angreifer: Jim Anderson, Jack Caffery, Bruce Cline, Gerry Foley, Bob Kabel, Brian Kilrea, Bob McCord, Billy McCreary, Dennis Olson, Harry Pidhirny, Ken Schinkel, Bill Sweeney Cheftrainer: Pat Egan General Manager: Jack Butterfield |

## Vergebene Trophäen

### Mannschaftstrophäen
| Auszeichnung                                              | Team                |
| --------------------------------------------------------- | ------------------- |
| Calder Cup Gewinner der AHL-Playoffs                      | Springfield Indians |
| F. G. „Teddy“ Oke Trophy Bestes Team der regulären Saison | Springfield Indians |

### Individuelle Trophäen
| Auszeichnung                                                                  | Spieler       | Team                |
| ----------------------------------------------------------------------------- | ------------- | ------------------- |
| Les Cunningham Award MVP der regulären Saison                                 | Phil Maloney  | Buffalo Bisons      |
| John B. Sollenberger Trophy Bester Scorer                                     | Bill Sweeney  | Springfield Indians |
| Dudley „Red“ Garrett Memorial Award Bester Rookie                             | Chico Maki    | Buffalo Bisons      |
| Eddie Shore Award Bester Verteidiger                                          | Bob McCord    | Springfield Indians |
| Harry „Hap“ Holmes Memorial Award Torhüter mit dem geringsten Gegentorschnitt | Marcel Paille | Springfield Indians |